# Lu Wenyu
Lu Wenyu (chinesisch 陆文宇, Pinyin Lù Wényǔ; geboren 1967 in Shanghai) ist eine chinesische Architektin. Sie gründete 1997 mit dem späteren Pritzker-Preisträger Wang Shu das Architekturbüro Amateur Architecture Studio in Hangzhou. Im Jahr 2010 gewannen Lu Wenyu und ihr Partner den deutschen Schelling-Architekturpreis.

## Leben

### Jugend und Ausbildung
Während der chinesischen Kulturrevolution wurde Lu Wenyus Familie Ende der 1960er Jahre von Shanghai auf das Land umgesiedelt. Lu wuchs in Ürümqi auf, einer Stadt in der abgelegenen westchinesischen Provinz Xinjiang. Ihr Schullehrer, ein ehemaliger Architekt, brachte ihr das Zeichnen bei und ermutigte sie, sich an der Universität Südostchinas in Nanjing für ein Architekturstudium zu bewerben. Aber sie  entschied sich – rebellisch wie sie war – Biologie zu studieren. Nach einigem Hin und Her studierte sie von 1982 bis 1985 tatsächlich Architektur an der damals Technische Hochschule Nanjing genannten Universität, wo sie auch ihren Ehemann Wang Shu kennenlernte. 1989 nahm sie eine Stelle in einem staatlichen Unternehmen an, da sie den Unterhalt für beide verdienen musste. Wang erlernte mehrere Jahre in der Frühzeit ihrer Beziehung die traditionelle Handwerkskunst verschiedener Gewerke.

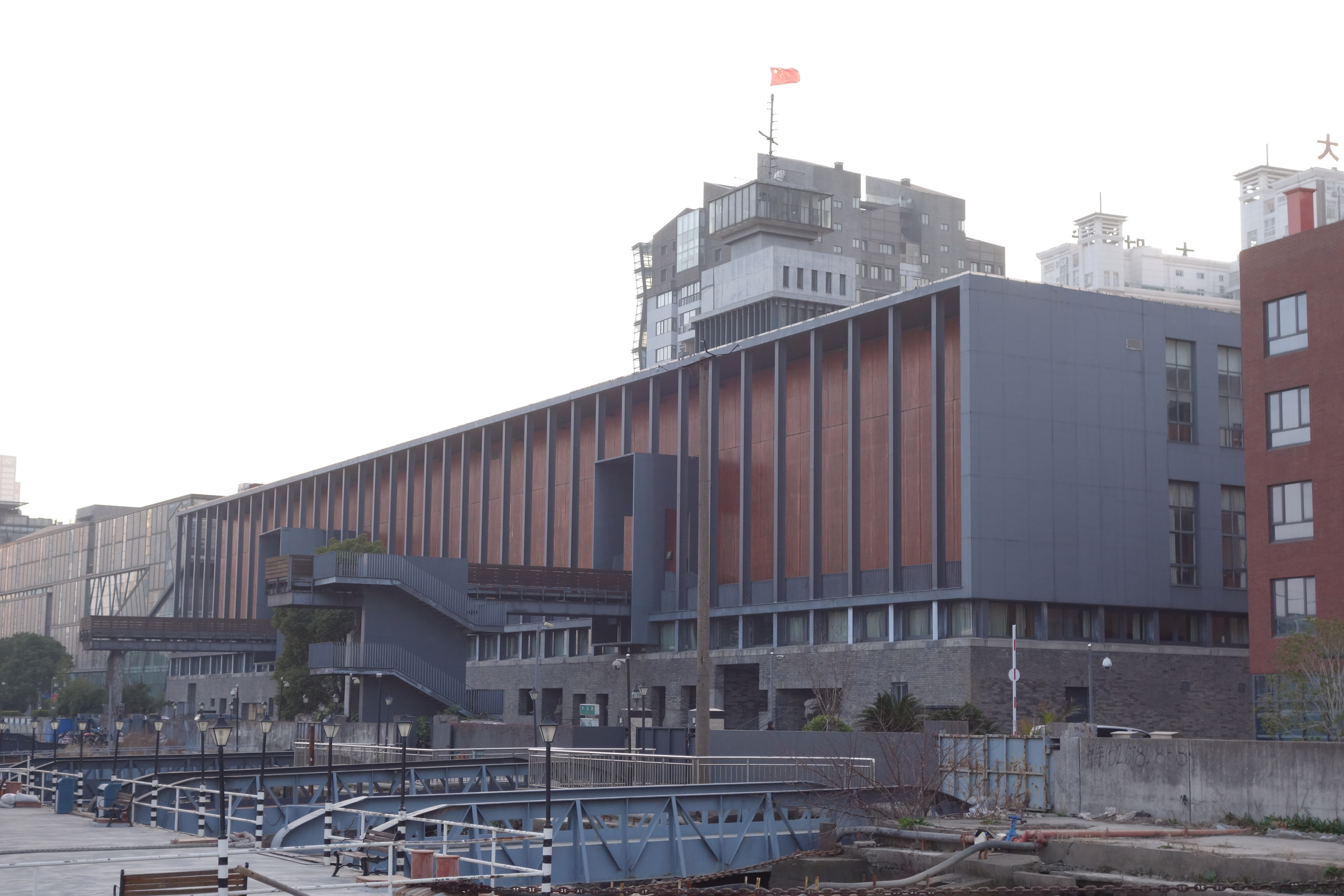
Ningbo-Kunstmuseum

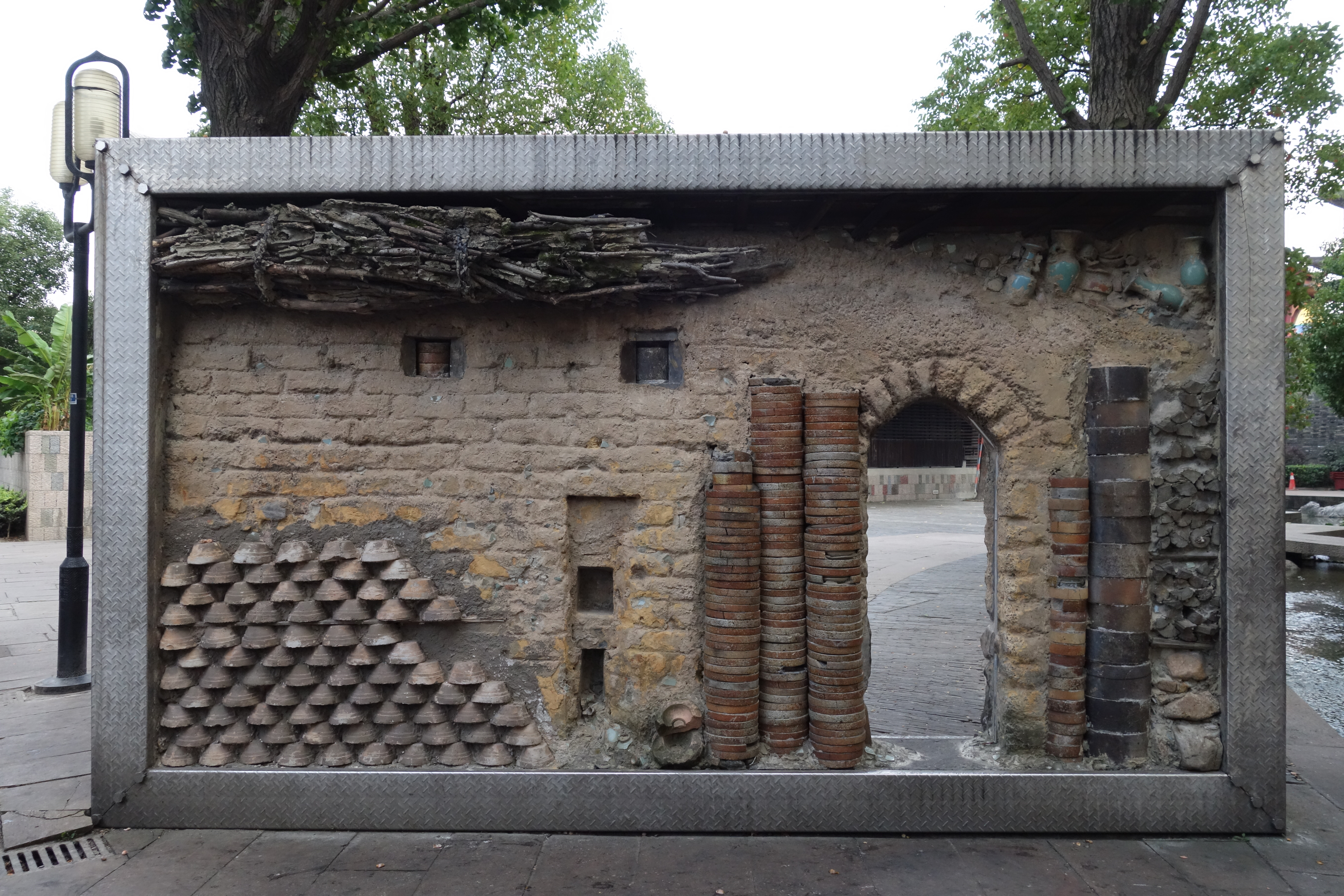
Souther Song Imperial Street

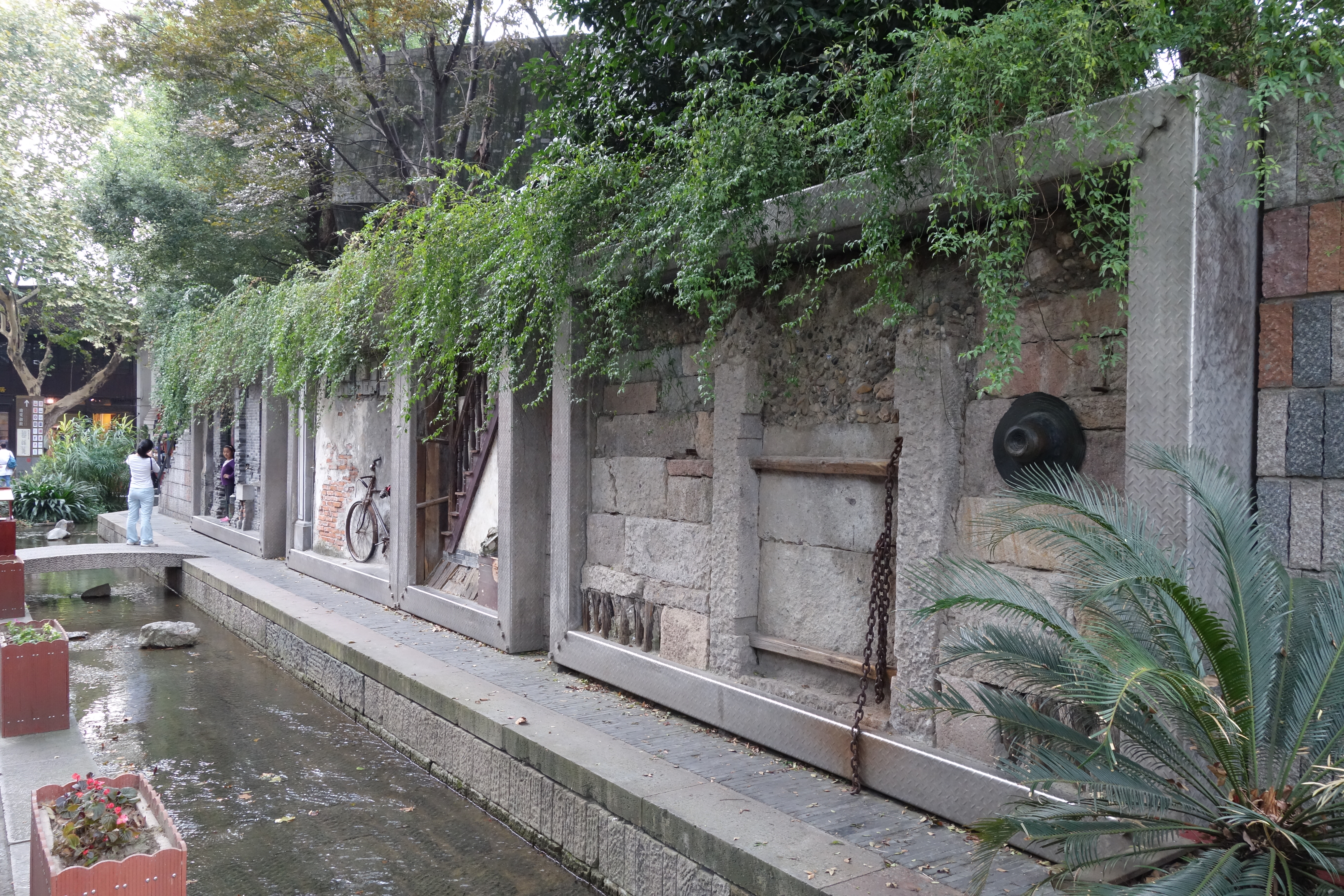
Southern Song Imperial Street

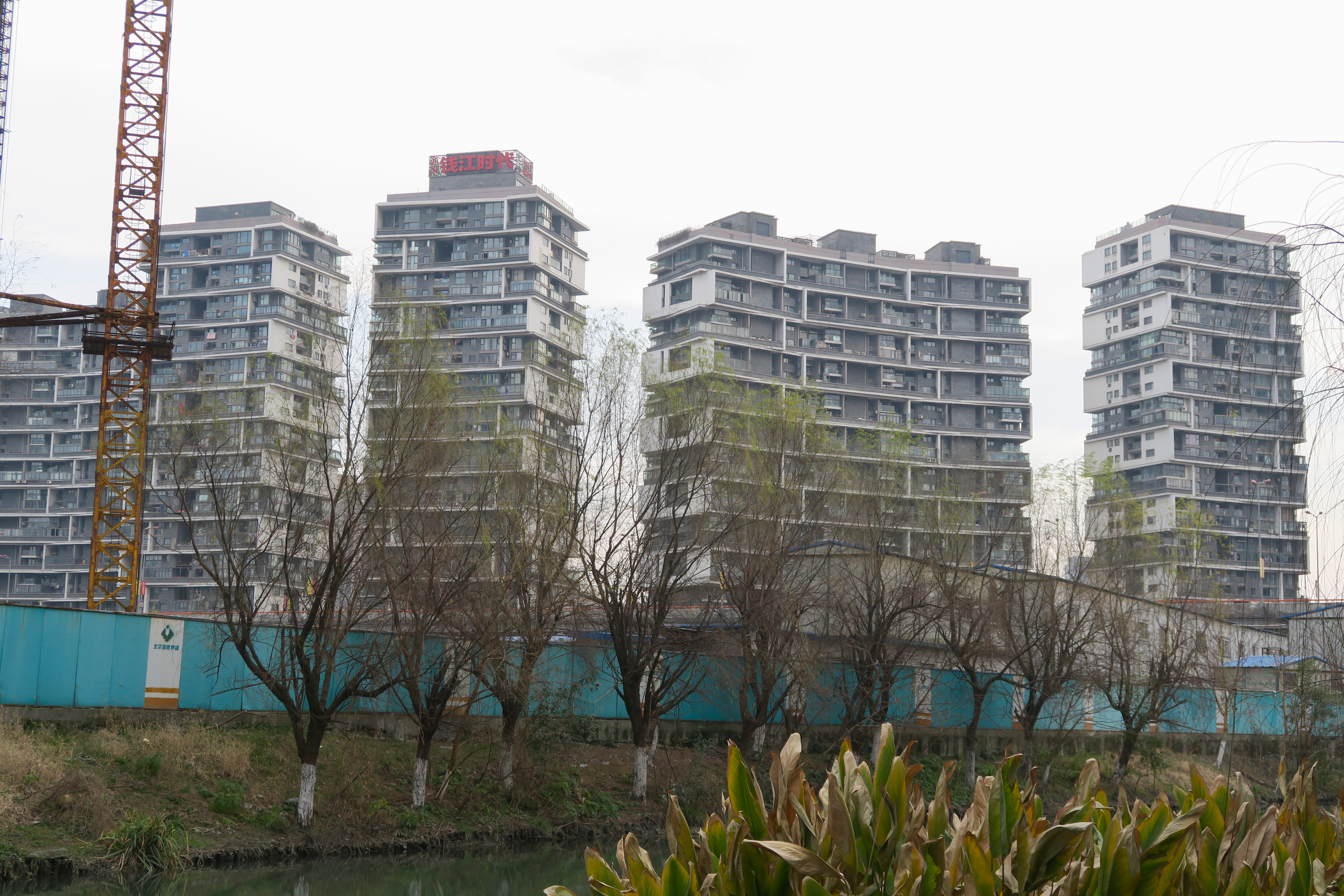
Vertical Courtyard Apartments

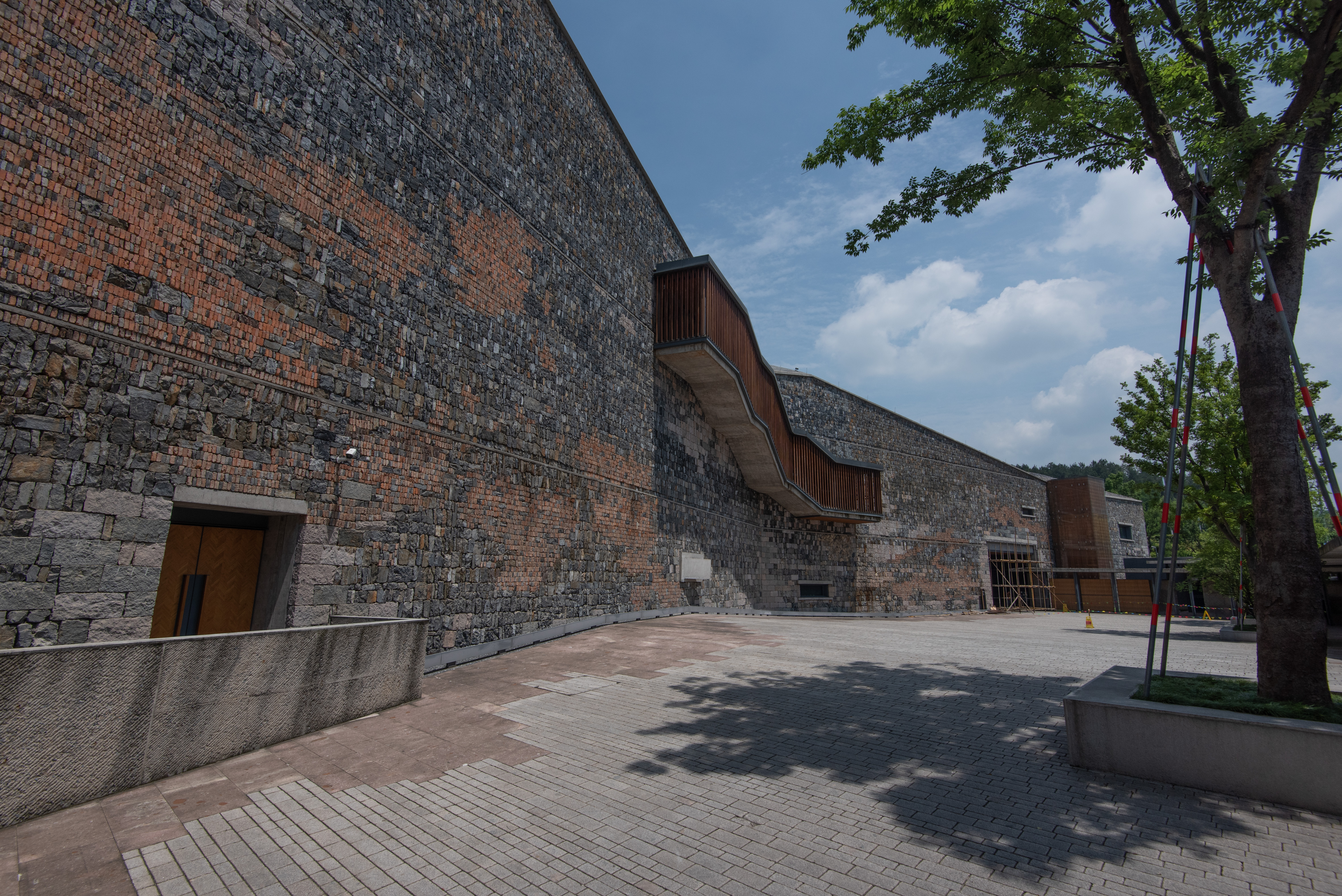
Lin'an Museum, außen

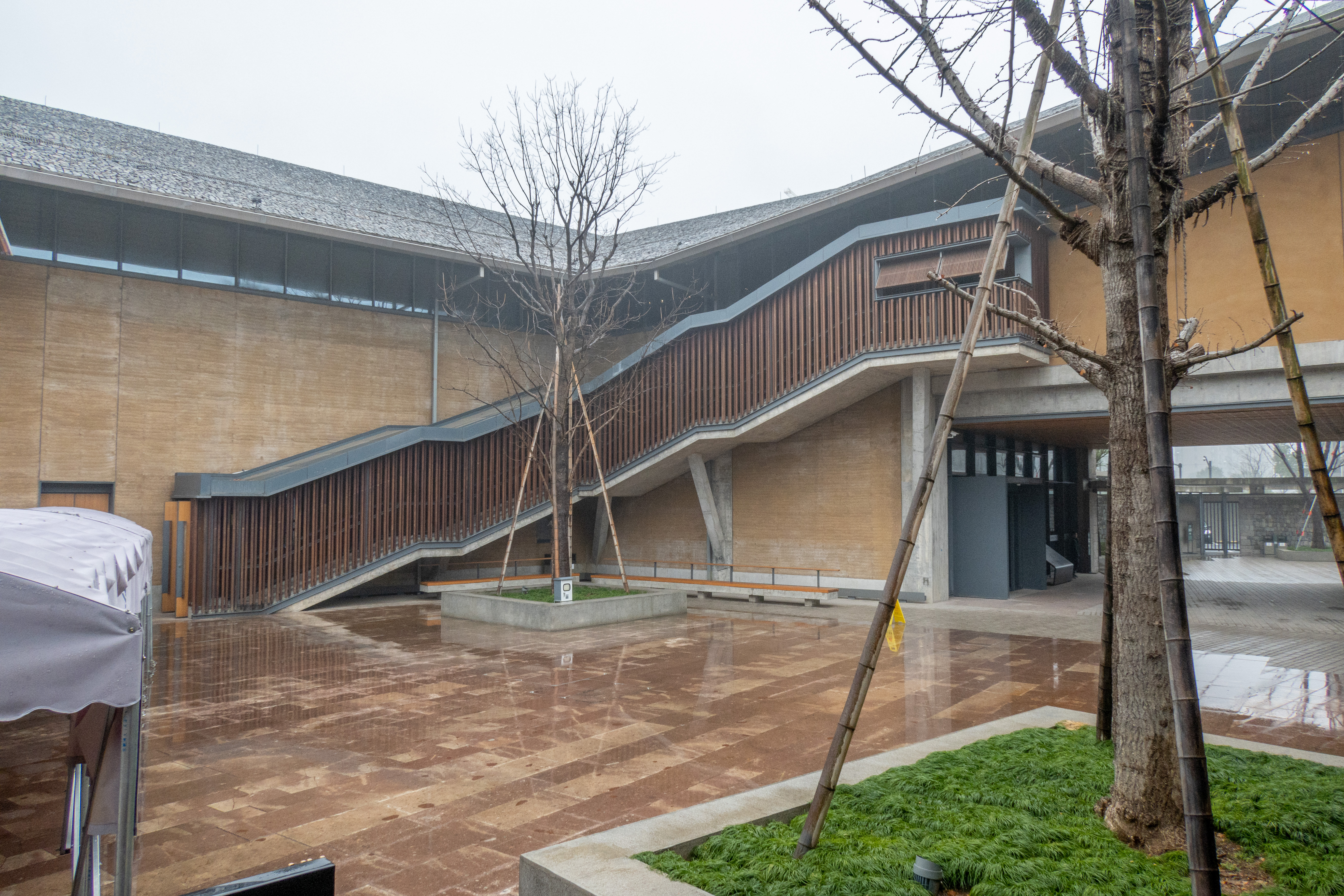
Lin'an Museum, Innenhof

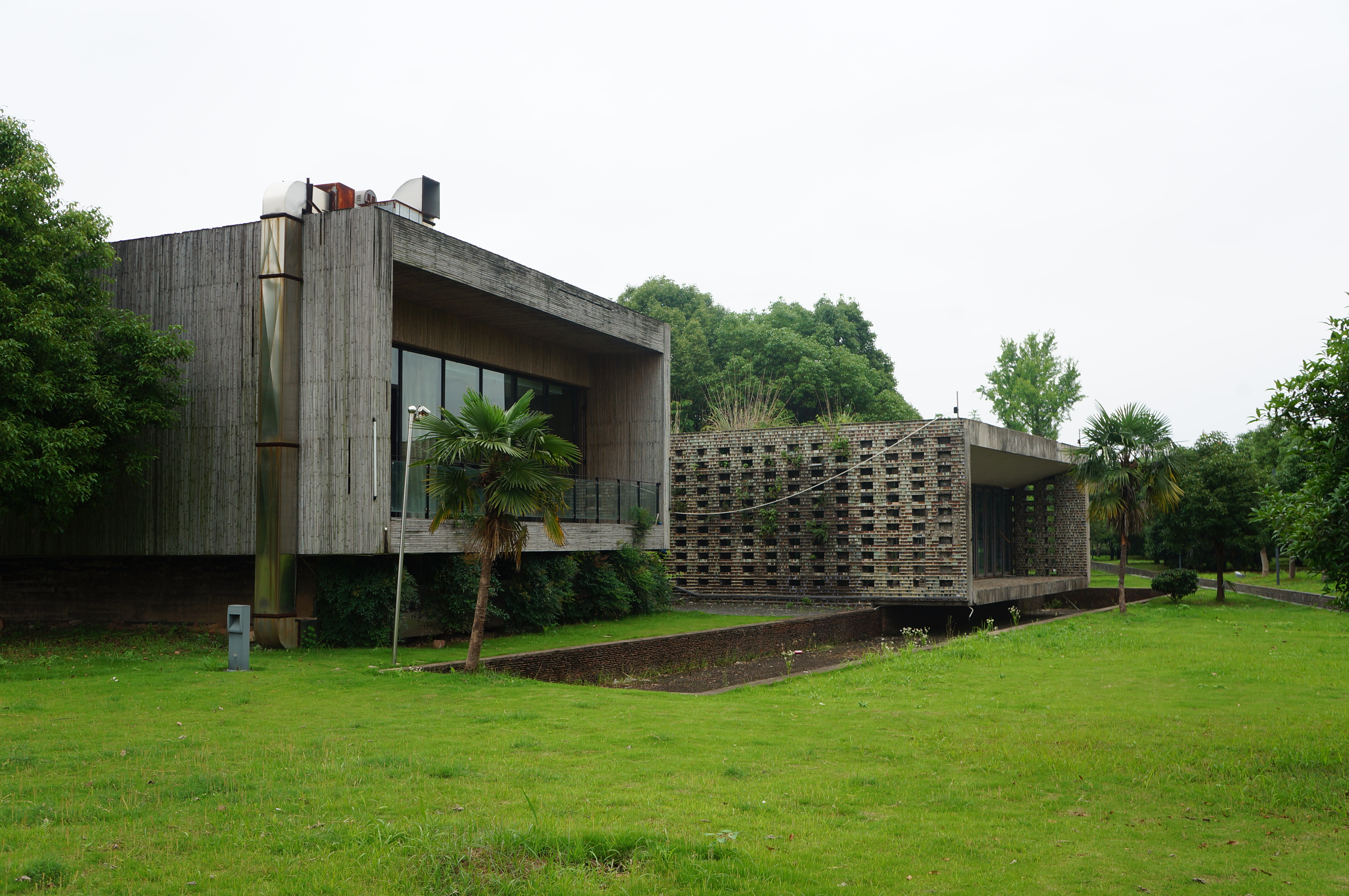
Keramikhaus, Jinhua-Architekturpark (hinteres Gebäude)

### Amateur Architecture Studio
Gemeinsam mit Wang Shu gründete Lu Wenyu 1997 das Amateur Architecture Studio in Hangzhou. Sie wählten den Namen als Vorwurf gegen die ihrer Meinung nach „professionelle, seelenlose Architektur“, die in China praktiziert wird und die zum großflächigen Abriss vieler alter Stadtviertel beigetragen hat.
Das Architekturbüro hat sich durch die Verwendung von natürlichen Materialien wie Holz, Stein und Lehm  und der Einbeziehung traditioneller chinesischer Handwerkskunst einen Namen gemacht. Im Jahr 2013 wurde Lu Wenyu mit den Worten zitiert: „Im Amateur Architecture Studio verbringen wir sehr viel Zeit mit Experimenten und versuchen, die fast verloren gegangene Handwerkskunst wiederzubeleben. Wir verwenden eine Methode, die von Hand zu Hand weitergegeben wird, um die Tradition wiederzubeleben, anstatt über abstrakte und leere Konzepte zu sprechen.“
Das Ningbo-Kunstmuseum, wurde im ehemaligen Hafen von Ningbo gebaut. Zunächst plante das Amateur Architecture Studio, möglichst viel von dem alten Hafengebäude zu erhalten. Als sich jedoch herausstellte, dass die vorhandene Bausubstanz nicht den modernen Bauvorschriften entsprach, wurde das Gebäude abgerissen. Das neue Gebäude zitiert die ursprüngliche Bebauung und stellt eine organische Verbindung zur Umgebung her. So sind etwa die grauen Ziegel von Fundament und Erdgeschoss genau die Baumaterialien des ursprünglichen Gebäudes. Bei den Stahl- und Holzkonstruktionen der oberen Geschosse werden dem gegenüber die Materialien des Hafens und der Schiffe verwendet.
Das Keramikhaus im Jinhua-Architekturpark wurde auf einer Fläche von 100 Quadratmetern am Hang erbaut. Vom Eingangsbereich aus ist nur ein rechteckiges Gebäude sichtbar. Tatsächlich verbergen die Außenmauern ein schräges Innendach. Licht kommt in das Gebäude über eine verglaste Rückwand. Die Oberflächen bestehen aus farbigen Keramikfliesen, die in Beton eingebettet sind. Weiteres Stilelement sind die regelmäßigen Aussparungen, die über die Mauer verteilt sind. Vom Inneren der Teestube blickt man über das Panoramafenster auf einen Balkon und einen Pool.
Von 2003 bis 2008 arbeitete das Architekturbüro am Ningbo-Museum, einem historischen Museum.
Auf dem Xiangshan Campus der Chinesischen Hochschule der Künste (CAA) stehen Gebäude mit Holzverkleidungen neben solchen mit Mondrian-ähnlichen Betonrastern. Unregelmäßige Fenster durchbrechen schlichte weiße Putzflächen. Außen liegende Gehwege mit hölzernen Geländern steigen und fallen über die Fassade eines Gebäudes, das von einer wellenförmigen Dachlinie gekrönt wird.
Der Fuyang Cultural Complex in der Nähe von Hangzhou, widmet sich vor allem der Kunst der Yuan-Dynastie. Der Museumskomplex erstreckt sich über eine Fläche von 40.000 Quadratmetern und beherbergt ein Historisches Museum, das Museum für den Maler Huang Gonwang und ein Archiv. Die Gebäude wurden größtenteils aus alten, recycelten Ziegelsteinen errichtet. Sie wurden über einen Skywalk verbunden, der sich auf und ab durch Innenhöfe und über Dachlandschaften windet. Lu Wenyu knüpfte an die Zusage, diesen Museumskomplex zu bauen, die Bedingung, das Dorf Wencu vor dem Abriss zu bewahren und stattdessen zu sanieren und zu revitalisieren. Im Jahr 2012 begannen sie mit der Sanierung von Wencun, einem 400-Einwohner-Dorf. Bis 2016 wurden dort 14 neue Häuser gebaut. Die Vorgehensweise sollte als Prototyp für die Rettung anderer Dörfer dienen. 2016 stellten sie die, für den Umbau verwendeten Materialien, auf der Architekturbiennale Venedig vor.

### Lehrtätigkeiten
Ab 2012 gab Lu mehrere Jahre lang Kurse an der Harvard Graduate School of Design. Im Juli 2016 hielten sie und Shu die jährliche Architekturvorlesung an der Royal Academy of Arts in London.
Wie ihr Mann unterrichtete Lu seit 2003 Architektur an der CAA in Hangzhou. Zusammen mit ihrem Mann hat sie dort ein ungewöhnliches pädagogisches Studienprogramm eingeführt. Im ersten Studienjahr werden Schreinerei, Lehm- und Ziegelarbeiten gelehrt, damit die Studenten ein Gefühl für Werkstoffe und ihre Möglichkeiten bekommen. Zusätzlich stehen Kalligrafie, Skizzieren und Zeichnen auf dem Lehrplan. Bei der Abteilungsausstellung 2017 präsentierte Lu die handgemachten Holzstühle ihrer Studierenden in einem 10 Meter hohen „Stuhlberg“. 2023 wird Lu, im Gegensatz zu Wang, nicht mehr als Dozentin an der CAA geführt.

### Architekturphilosophie
Lu Wenyu vertritt die Ansicht, dass das Zeichnen die Grundlage für architektonisches Design ist. Jedes Material sollte mit einer eigenen Linie dargestellt werden. Nicht nur Strukturen, Philosophie und Dichtkunst spielten eine Rolle für den architektonischen Entwurf, sondern auch Materialien und Traditionen. Dennoch sieht sich Lu nicht als Traditionalistin. Vielmehr soll auf Basis des Wissens um historische Herangehensweisen, aus dem sich chinesische Identität speist, eingebettet sein in internationale zeitgenössische Methoden. Lu legt Wert auf die handwerkliche Praxis, die Kommunikation und die Zusammenarbeit mit den von einem Projekt Betroffenen. Dies ist eine zeitaufwendige Vorgehensweise, die nicht immer in Einklang steht mit den Erwartungen von Bauherren. So erklärte Lu am Beispiel des Vertical Courtyard, dass die Gebäude nicht so aussehen, wie in den ursprünglichen Plänen vorgesehen. Das Erscheinungsbild wurde an die Markterfordernisse in Zeiten der Rezension angepasst. Auch beim Ningbo-Museum mussten sich Lu und Wang schließlich auf den Kompromiss einlassen, dass sie als Architekten mit dem Bauministerium für die Außengestaltung und die Ausstellungsplaner mit dem Kulturministerium für die Innengestaltung verantwortlich sind.
Bei der Arbeit ist Lu Wangs schärfste Kritikerin. Dennoch entwirft und koordiniert sie ihre eigene Arbeit. Eines ihrer Herzensprojekte ist der Xiangshan Campus der CAA.

### Privates
Das Ehepaar Lu Wenyu und Wang Shu hat einen gemeinsamen Sohn.

## Ausstellungen (Auswahl)
Auf der Architekturbiennale Venedig 2006 stellten Lu und Wang in der Installation Tiled Garden (Gefliester Garten) ihr Konzept der Wiederverwendung von Baumaterialien aus Gebäudeabrissen und vor allem der Ziegel von traditionellen chinesischen Wohnhäusern vor.
2016 präsentierten sie in Venedig die Installation At The Parallel Scene. Sie war auch Teil ihrer Ausstellung im Louisiana Museum of Modern Art. Dort stellten sie zudem in Fotografien, Modellen und Materialproben Modelle des Xiangshan-Campus und des Ningbo-Museums vor.
Im September 2022 organisierten das RIBA und das British Council China die Ausstellung Open Door in Shanghai. Lu Wenyu saß als Expertin in der Jury, die die 14 ausgestellten Projekte auswählte. Junge Architekten aus China und dem Vereinigten Königreich, die sich in ihren Projekten der Erhaltung und Revitalisierung des von Gebäuden, die vor 1901 und solche die danach gebaut wurden, beschäftigt haben, sollten die Chance haben, diese im Rahmen der Ausstellung vorzustellen.

## Auszeichnungen (Auswahl)
Im Jahr 2010 gewannen Lu Wenyu und Wang Shu gemeinsam den deutschen Schelling-Architekturpreis.
Im Jahr 2012 erhielt Wang Shu den Pritzker-Preis für die Arbeit, die das Duo gemeinsam mit ihrem Büro Amateur Architecture Studio geleistet hat. Daraufhin entspann sich eine heftige Debatte, über die Negierung von Lu Wenyus Leistung. Die Jury verteidigte ihre Haltung und wies darauf hin, dass sie den Preisträger nach den Kriterien Projekte, Lehrtätigkeiten, Schriften und andere Preise ausgewählt hätten. Dass Wang Shu in einem Interview mit der Los Angeles Times erklärte, Lu Wenyu hätte es verdient, den Pritzker-Preis mit ihm zu teilen, sei vor der Preisverleihung nicht deutlich geworden. In einem Interview mit El País anlässlich des Hay Festivals in Segovia erklärte Lu Wenyu selbst, dass sie den Pritzker-Preis gar nicht wollte, weil sie es ihrem Familienleben zuliebe vermeide, im Rampenlicht zu stehen.
Lu Wenyu ist Internationales Mitglied des Royal Institute of British Architects (RIBA). Im Jahr 2019 erhielt sie die Goldmedaille von Tau Sigma Delta. Sie ist Jurymitglied bei den UNESCO Asia-Pacific Awards für Cultural Heritage Conservation (Erhalt des kulturellen Erbes).
Im New York Times Style Magazine wurde der von Wang und Lu entworfene Xiangshan Campus in die Liste der bedeutendsten 25 Bauwerke der Nachkriegsgeschichte als einziges chinesisches Projekt aufgenommen.

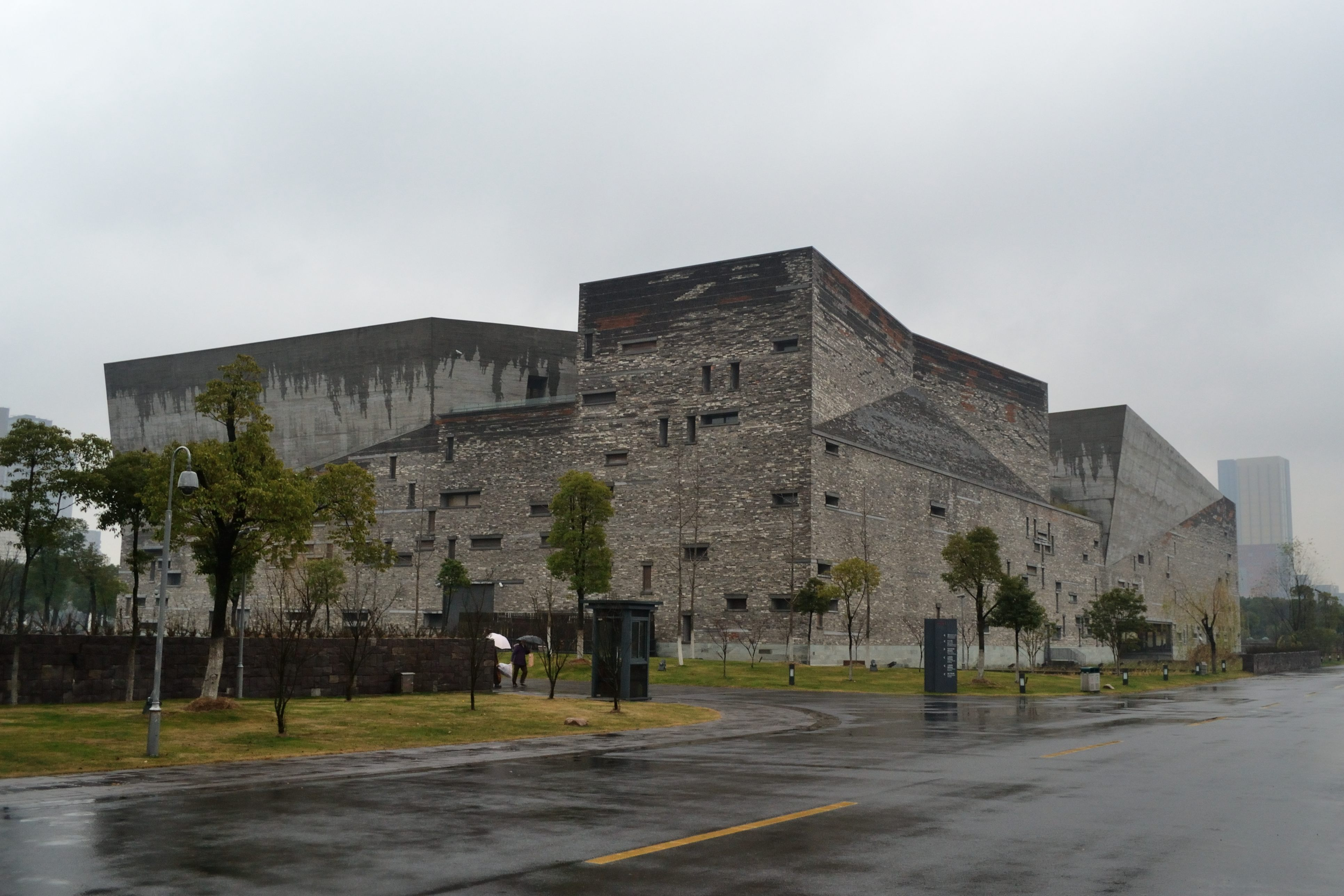
Ningbo-Museum

## Projekte (Auswahl)
Häufig werden Projekte nur Wang Shu zugeschrieben, in anderen Publikationen wird bei denselben Projekten nur Lu Wenyu erwähnt. Die Aufteilung ihrer Arbeit formulierte Wang Shu jedoch wie folgt: „Ohne mich, kein Entwurf. Ohne sie kann er nicht Wirklichkeit werden.“ Daher geht dieser Artikel davon, dass beide Architekten an allen Projekten beteiligt sind. Die Projekte sind in der Reihenfolge der Fertigstellung aufgelistet. Alle Projekte wurden in China gebaut.
- 2000: Bibliothek des Wenzheng College, Suzhou University, Suzhou[22]
- 2004: Xiangshan Campus, China Academy of Art (Phase I) im Norden von Xiangshan, Hangzhou[23]
- 2005: Ningbo-Kunstmuseum, Ningbo[24]
- 2005: Five Scattered Houses (Fünf verstreute Häuser), Café, Teestube, Bürogebäude und Galerie, Ningbo[25]
- 2006: Keramikhaus, Jinhua-Architekturpark, Jinhua[26][27]
- 2006: Vertical Courtyard Apartments, Wohnhochhäuser, Hangzhou[28]
- 2007: Xiangshan Campus, China Academy of Art (Phase II), im Süden von Xiangshan, Hangzhou[29][23]
- 2008: Ningbo-Museum, Historisches Museum, Yinzhou (Ningbo)[30]
- 2009: Renovierung der Kaiserstraße der Südlichen Song-Dynastie (Imperial Street of Southern Song Dynasty), Lin’an, Hangzhou[31]
- 2016: Suzhou Chapel, Andachtsraum, Suzhou[32]
- 2016: Revitalisierung des Dorfes Wencun[33]
- 2017: Huang Gonwang Museum, Museum für einen Meister der Yuan-Dynastie, Fuyang[34]
- 2022: Lin'An Museum, Historisches Museum, Lin'an[35]